# کت‌آی
کت‌آی (انگلیسی: CatEye) شرکت سرگرمی ژاپنی است، که در سال ۱۹۵۴ تأسیس شد.